# إنفينكس نوت 4
إنفينكس نوت 4 (بالإنجليزية: Infinx Note 4)‏ هو هاتف ذكي أطلقتهُ شركة إنفينيكس في منتصف شهر يوليو عام 2017، يتميز الهاتف بتصميمه الفرنسي والذي يأتي ضمن فئة الهواتف متوسطة الأمكانيات، ويأتي مع شاشة 5.7 بوصة ومعالج ثماني النواة بتردد 1.3 جيجاهرتز ومعالج رسومي هو MALI-T720 MP3.

## مادة التصنيع والأبعاد
الهاتف يمتلك ملمس معدني، لكنه بأكمله مصنوع من البلاستيك والهاتف يزن 198جم مع ارتفاع 159مم وعرض 78.8 مم بينما يبلغ سمك الهاتف 8.4 مم.

## المواصفات
- المُعالج: MediaTek MT6753 ثماني النواة بتردد 1.3 جيجا هرتز
- التخزين / الرام: 16/32 جيجا بايت & 2/3 جيجا رام
- الكاميرا: الخلفية (13 ميجا بكسل) الأمامية (8 ميجا بكسل)
- الشاشة: IPS LCD بقياس 5.7 بوصة وبدقة 1080 × 1920 بكسل
- نظام التشغيل: أندرويد نوجا يدعم التحديث الي اوريو
- البطارية: ليثيوم بوليمر بسعة 4300 ملّي أمبير

## مميزات الهاتف
1. يوجد بالهاتف مستشعر قوي للبصمة؛ لزيادة حماية خصوصية المُستخدم كما يدعم Face Unlock.
2. يمكن للجوال تشغيل ملفات الوسائط من كافة الصيغ.
3. امكانية استخدام نسختين من التطبيقات.
4. الجوال يدعم نظام تحديد المواقع GPS العالمي A-GPS, GLONASS, BDS .
5. يمكن شحن 45% من البطارية في نصف ساعة باستخدام تقنية الشحن السريع.
6. شاشة بدقة FULL HD محنية الاطراف قليلا 2.5D.
7. البطارية بقوة 4300 مللي امبير وهي قوية بعض الشئ بالنسبة لاصدارات أخرى.
8. يمكن إضافة كارت ميموري لتوسيع الذاكرة، كما يوجد نظام الإذاعة بالهاتف.هي قوية بعض الشئ بالنسبة لاصدارات أخرى.
9. يدعم نظارات الVR .

## عيوب الهاتف
1. وزن الهاتف ثقيل.
2. الهاتف لايدعم شبكات الجيل الرابع.
3. عدم وجود مراكز كثيره لصيانه للهاتف وخاصة في الشرق الأوسط.
4. لا يُباع الجوال بزجاج لحماية الشاشة من الخدوش.
5. الموبايل لا يدعم خاصية الـNFC .
6. المعالج الرسومي الخاص بالهاتف ليس الأفضل في تشغيل الالعاب الثقيله.
7. صعوبة وجود قطع غيار ودعم في حالة تلف أي جزء في الهاتف.
8. معالج الهاتف بمعمارية 32 بت وليست 64 بت في النسخة المتاحة في مصر.